# 名護市
名護市（なごし、沖縄北部方言: ナグー）は、沖縄本島の北部に位置しており沖縄県北部地域（山原地域）で最多の人口を有する。
1970年8月1日に名護町、屋部村、久志村、羽地村、屋我地村の５町村の合併により誕生した。

## 概要
2000年に行われたG8主要国首脳会議（九州・沖縄サミット）の開催地となった。
中心市街は名護湾に臨み、背後は古生層の山地がそびえる。沖縄本島北部地域の中心都市で国や県の出先機関も多く、商業が活発である。また農業では、ラン、キクなど草花のほか果樹・野菜の栽培が盛んで、漁業では、カツオの水揚げが多く、タイ・クルマエビの養殖も行われる。
沖縄自動車道が通じ、海岸は景勝地で海水浴場もある。市街地東方にある名護城址はカンヒザクラの名所で、近くには樹齢300年のひんぷんガジュマルがある。樹の精霊「キジムナー」がいたと言われる。
沖縄そばの「ソーキそば」の発祥の地とも言われ、数多くのソーキそばの銘店が集まる。
1978年以来、北海道日本ハムファイターズの春季キャンプが名護市営球場で行われている。

### 人口
6万4,000人規模　北部の『やんばる　山原』と呼ばれる地域のひとつ。
| |                                        |  |
| 名護市と全国の年齢別人口分布（2005年） | 名護市の年齢・男女別人口分布（2005年） |  |
| ■紫色 ― 名護市 ■緑色 ― 日本全国 | ■青色 ― 男性 ■赤色 ― 女性              |  |
| 名護市（に相当する地域）の人口の推移 \| 1970年（昭和45年） \| 39,799人 \| \| \| 1975年（昭和50年） \| 45,210人 \| \| \| 1980年（昭和55年） \| 45,991人 \| \| \| 1985年（昭和60年） \| 49,038人 \| \| \| 1990年（平成2年） \| 51,154人 \| \| \| 1995年（平成7年） \| 53,955人 \| \| \| 2000年（平成12年） \| 56,606人 \| \| \| 2005年（平成17年） \| 59,463人 \| \| \| 2010年（平成22年） \| 60,231人 \| \| \| 2015年（平成27年） \| 61,674人 \| \| \| 2020年（令和2年） \| 63,554人 \| \| |                                        |  |
| 総務省統計局 国勢調査より |                                        |  |
| 1970年（昭和45年） | 39,799人                               |  |
| 1975年（昭和50年） | 45,210人                               |  |
| 1980年（昭和55年） | 45,991人                               |  |
| 1985年（昭和60年） | 49,038人                               |  |
| 1990年（平成2年） | 51,154人                               |  |
| 1995年（平成7年） | 53,955人                               |  |
| 2000年（平成12年） | 56,606人                               |  |
| 2005年（平成17年） | 59,463人                               |  |
| 2010年（平成22年） | 60,231人                               |  |
| 2015年（平成27年） | 61,674人                               |  |
| 2020年（令和2年） | 63,554人                               |  |

### 地理

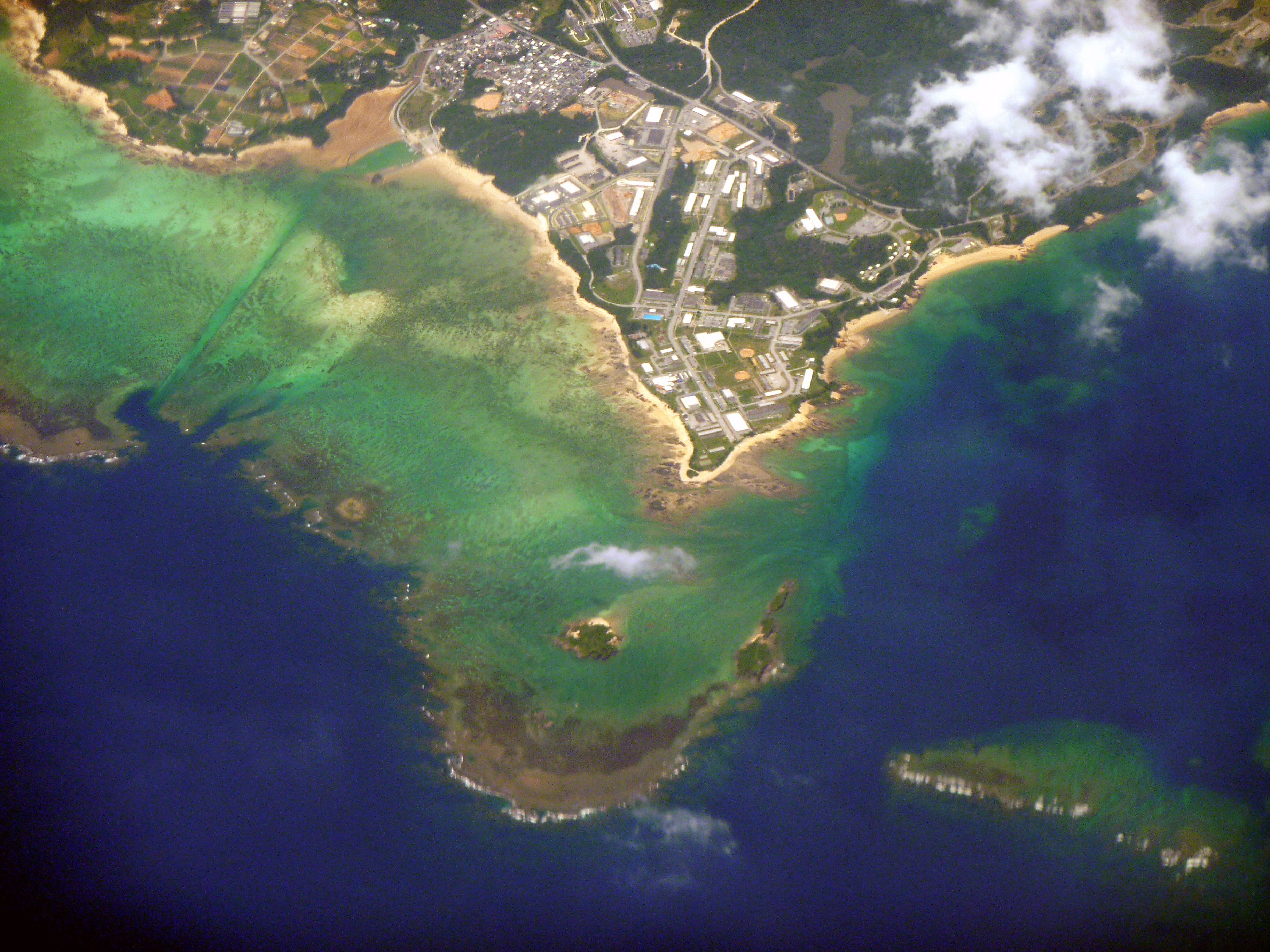
辺野古岬／画像左端から、豊原および辺野古の集落も見える。

沖縄本島北部に位置し、総面積210.33 km2で沖縄県の総面積（2275.94 km2）の約9.2%を占め、竹富町（334.02 km2）、石垣市（229.00 km2）に次いで3番目、また沖縄本島に属する市町村で最大の面積を有する。沖縄本島内の市町村では、北端の国頭村と南端の糸満市を除けば、唯一西海岸側と東海岸側の両方に海岸線をもっている。名護市の面積の約10%を米軍基地が占めている。

#### 主な丘陵
- 八重岳（453 m）
- 嘉津宇岳（452 m）
- 安和岳（432 m）
- 多野岳（383 m）
- 名護岳（345 m）
- 久志岳（335 m）
- 一ツ岳（295 m）
- 宇橋山（284 m）
- 石岳（236 m）

#### 隣接している自治体
- 本部町
- 今帰仁村
- 大宜味村
- 東村
- 宜野座村
- 恩納村

#### 名護市にある米軍基地
名護市の面積の約10%が米軍基地となっている。
| 米軍基地           | 総面積     | 名護市内   |
| ------------------ | ---------- | ---------- |
| キャンプ・シュワブ | 2,062.6 ha | 2,042.7 ha |
| 辺野古弾薬庫       | 121.4 ha   | 121.4 ha   |
| キャンプ・ハンセン | 4,870.8 ha | 5.9 ha     |
| 八重岳通信所       | 3.7 ha     | 2.5 ha     |

既に返還された米軍基地
- 久志訓練場：8.5 ha

現在建設中の米軍基地
- 普天間飛行場代替施設(キャンプ・シュワブ 内)[3]：205 ha（内埋め立て面積：160 ha）

#### 気候
日本国内における気候区分では南日本気候に属する。
亜熱帯性で温暖湿潤気候 (Cfa) 、高温多湿で年間降水量は2,000mm以上で、年間平均気温は約22°Cとなっている。しかし、最高気温が35℃を超える猛暑日になることはほとんど無い。陸地面積が狭く周りを海に囲まれていること（海洋性気候）から、フェーン現象や晴天弱風と都市化がもたらす大規模なヒートアイランド現象のような要因がないためである。毎年多くの台風が接近し降水量は台風が多く接近する6月・8月に多い、また日照時間は7月に長く、冬期の1月・2月では短い、冬季は北からの季節風の影響で雨や曇りの日が多い。
| 名護特別地域気象観測所（名護市宮里、標高6m）の気候      | 名護特別地域気象観測所（名護市宮里、標高6m）の気候 | 名護特別地域気象観測所（名護市宮里、標高6m）の気候 | 名護特別地域気象観測所（名護市宮里、標高6m）の気候 | 名護特別地域気象観測所（名護市宮里、標高6m）の気候 | 名護特別地域気象観測所（名護市宮里、標高6m）の気候 | 名護特別地域気象観測所（名護市宮里、標高6m）の気候 | 名護特別地域気象観測所（名護市宮里、標高6m）の気候 | 名護特別地域気象観測所（名護市宮里、標高6m）の気候 | 名護特別地域気象観測所（名護市宮里、標高6m）の気候 | 名護特別地域気象観測所（名護市宮里、標高6m）の気候 | 名護特別地域気象観測所（名護市宮里、標高6m）の気候 | 名護特別地域気象観測所（名護市宮里、標高6m）の気候 | 名護特別地域気象観測所（名護市宮里、標高6m）の気候 |
| 月                                                      | 1月                                                | 2月                                                | 3月                                                | 4月                                                | 5月                                                | 6月                                                | 7月                                                | 8月                                                | 9月                                                | 10月                                               | 11月                                               | 12月                                               | 年                                                 |
| ------------------------------------------------------- | -------------------------------------------------- | -------------------------------------------------- | -------------------------------------------------- | -------------------------------------------------- | -------------------------------------------------- | -------------------------------------------------- | -------------------------------------------------- | -------------------------------------------------- | -------------------------------------------------- | -------------------------------------------------- | -------------------------------------------------- | -------------------------------------------------- | -------------------------------------------------- |
| 最高気温記録 °C （°F）                                  | 26.0 (78.8)                                        | 26.2 (79.2)                                        | 27.7 (81.9)                                        | 29.7 (85.5)                                        | 31.8 (89.2)                                        | 33.7 (92.7)                                        | 35.1 (95.2)                                        | 35.1 (95.2)                                        | 34.1 (93.4)                                        | 33.0 (91.4)                                        | 30.2 (86.4)                                        | 28.2 (82.8)                                        | 35.1 (95.2)                                        |
| 平均最高気温 °C （°F）                                  | 19.4 (66.9)                                        | 19.8 (67.6)                                        | 21.5 (70.7)                                        | 24.0 (75.2)                                        | 26.7 (80.1)                                        | 29.5 (85.1)                                        | 31.9 (89.4)                                        | 31.9 (89.4)                                        | 30.8 (87.4)                                        | 28.0 (82.4)                                        | 24.8 (76.6)                                        | 21.1 (70)                                          | 25.8 (78.4)                                        |
| 日平均気温 °C （°F）                                    | 16.5 (61.7)                                        | 16.8 (62.2)                                        | 18.5 (65.3)                                        | 20.9 (69.6)                                        | 23.8 (74.8)                                        | 26.9 (80.4)                                        | 28.9 (84)                                          | 28.8 (83.8)                                        | 27.6 (81.7)                                        | 25.0 (77)                                          | 21.9 (71.4)                                        | 18.2 (64.8)                                        | 22.8 (73)                                          |
| 平均最低気温 °C （°F）                                  | 13.7 (56.7)                                        | 13.9 (57)                                          | 15.6 (60.1)                                        | 18.2 (64.8)                                        | 21.2 (70.2)                                        | 24.9 (76.8)                                        | 26.7 (80.1)                                        | 26.4 (79.5)                                        | 25.1 (77.2)                                        | 22.5 (72.5)                                        | 19.3 (66.7)                                        | 15.6 (60.1)                                        | 20.3 (68.5)                                        |
| 最低気温記録 °C （°F）                                  | 3.6 (38.5)                                         | 3.4 (38.1)                                         | 4.7 (40.5)                                         | 6.3 (43.3)                                         | 11.7 (53.1)                                        | 15.8 (60.4)                                        | 20.9 (69.6)                                        | 20.3 (68.5)                                        | 14.5 (58.1)                                        | 11.1 (52)                                          | 8.7 (47.7)                                         | 5.5 (41.9)                                         | 3.4 (38.1)                                         |
| 降水量 mm （inch）                                      | 96.8 (3.811)                                       | 109.9 (4.327)                                      | 140.8 (5.543)                                      | 160.8 (6.331)                                      | 220.1 (8.665)                                      | 291.7 (11.484)                                     | 182.6 (7.189)                                      | 265.9 (10.469)                                     | 238.4 (9.386)                                      | 184.7 (7.272)                                      | 119.2 (4.693)                                      | 109.7 (4.319)                                      | 2,120.7 (83.492)                                   |
| 平均降水日数 （≥0.5 mm）                                | 13.6                                               | 12.2                                               | 13.3                                               | 12.2                                               | 13.5                                               | 13.5                                               | 12.2                                               | 14.5                                               | 14.0                                               | 11.4                                               | 10.6                                               | 12.6                                               | 153.8                                              |
| % 湿度                                                  | 69                                                 | 71                                                 | 73                                                 | 76                                                 | 79                                                 | 83                                                 | 79                                                 | 79                                                 | 77                                                 | 74                                                 | 71                                                 | 69                                                 | 75                                                 |
| 平均月間日照時間                                        | 94.7                                               | 91.4                                               | 112.6                                              | 121.3                                              | 136.7                                              | 152.3                                              | 235.7                                              | 211.9                                              | 183.4                                              | 166.2                                              | 124.5                                              | 108.0                                              | 1,738.8                                            |
| 出典：気象庁 (平均値：1991年-2020年、極値：1966年-現在) |                                                    |                                                    |                                                    |                                                    |                                                    |                                                    |                                                    |                                                    |                                                    |                                                    |                                                    |                                                    |                                                    |

## 歴史

### 江戸時代以前
- 寛文12年/13年/延宝元年（1673年） - 名護間切の東部が久志間切として分離される。
- 元禄8年（1695年） - 東江湊（のちの名護漁港）近傍に茂る「ひんぷんガジュマル」（ガジュマルの巨木個体）は、この頃すでに有名であった。

### 明治時代
- 1874年（明治7年）3月20日 - 名護郵便取扱所（現・名護郵便局）の開所。
- 1902年（明治35年）某月某日 - 国頭郡各間切島組合立農学校（現・沖縄県立北部農林高等学校の前身）の開校。
- 1908年（明治41年）4月1日 - 国頭郡が島嶼町村制を施行し、名護・羽地・久志の3間切が、名護村・羽地村・久志村になる。

### 大正時代
- 1920年（大正9年）某月某日 - 国頭郡各村組合立実科高等女学校（現・沖縄県立名護高等学校の前身）の創立。
- 1923年（大正12年）4月1日 - 久志村の北部地域が東村として分立する。
- 1924年（大正13年）2月1日 - 名護村が町制を施行し、名護町が発足する。

### 昭和時代
- 1931年（昭和6年）3月 - 羽地村嵐山にて嵐山事件が起こる。
- 1938年（昭和13年）11月10日 - 沖縄県立国頭愛楽園（現・国立療養所沖縄愛楽園の前身）の開園。

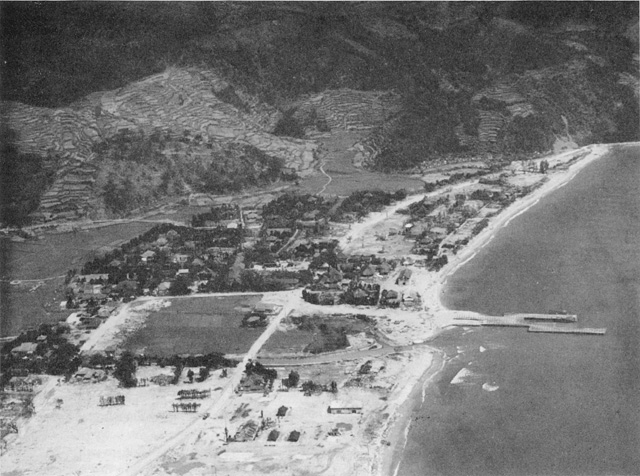
1945年（昭和20年）4月の名護町

- 1946年（昭和21年）2月某日 - 米軍が一般住民向けの傷病者医療施設（現・沖縄県立北部病院の前身）を開設。
- 1952年（昭和27年）
  - 4月1日 - 米軍が開設した一般住民向け傷病者医療施設（現・沖縄県立北部病院の前身）が、「琉球政府立名護病院」へ改称。
  - 5月20日 - 名護町から北西部地域（屋部・安和・山入端・宇茂佐）が屋部村として分立する。羽地村から屋我地島地域（屋我・我部・饒平名・済井出）が屋我地村として分立する。
- 1953年（昭和28年）3月某日 - 屋我地大橋（初代）の供用開始／羽地村奥武島と屋我地村（屋我地島）とを結ぶ橋として。
- 1956年（昭和31年）
  - 10月19日 - ひんぷんガジュマルが、沖縄県の天然記念物に指定される。
  - 某月某日 - 辺野古地区にて、米軍が辺野古弾薬庫と辺野古海軍弾薬庫（共に現在の辺野古弾薬庫の前身）を使用開始。
- 1957年（昭和32年）5月18日 - 名護町にて、沖縄ビール株式会社（現・オリオンビール株式会社）の設立・創業。
- 1958年（昭和33年）
  - 某月某日 - 大浦崎収容所跡にキャンプ・シュワブ（在日米軍基地）の建設が始まる／ほぼ同時期に隣接するキャンプ・ハンセンの工事も開始された[注 1]。
  - 某月某日 - 名護町港1丁目にて、名護バスターミナルの供用開始／琉球バス（現・琉球バス交通）と沖縄バスが別々に設置していたバスターミナルを統合したうえで。
- 1960年（昭和35年）5月24日 - チリ地震による津波で、羽地村の真喜屋小学校と屋我地大橋が大きな被害を受ける。屋我地大橋（初代）はこのとき流失した。
- 1963年（昭和38年）某月某日 - 屋我地大橋（2代目）の供用開始。
- 1969年（昭和44年）某月某日 - 琉球政府立名護高等学校（現・名護高校）の機械科・電気科が、琉球政府立北部工業高等学校（現・沖縄県立北部工業高等学校）として分離独立して開校。
- 1970年（昭和45年）8月1日 - 名護町・羽地村・久志村・屋部村・屋我地村の5町村が合体（新設合併）し、沖縄県下9番目の市として名護市が発足する。
- 1972年（昭和47年）
  - 5月15日 - 沖縄の本土復帰に伴い、辺野古の施設・区域が米軍に提供され、辺野古弾薬庫と辺野古海軍弾薬庫は統合されて辺野古弾薬庫となる。
  - 5月15日 - 沖縄の本土復帰に伴い、琉球政府立名護病院（現・沖縄県立北部病院の前身）が「沖縄県立名護病院」へ改称。
  - 8月8日 - 市章と市旗の制定。
  - 某月某日 - ヘリオス酒造株式会社が、本社と工場を那覇市から名護市許田（現在地）へ移転。
- 1973年（昭和48年）8月1日 - 「名護市民の歌」を制定。
- 1975年（昭和50年）5月20日 - 沖縄自動車道の許田IC - 石川IC間が開通／このほか、本部町で開催される沖縄国際海洋博覧会向けの輸送確保のため、会場につながる主要道路が大幅に改良された。
- 1977年（昭和52年）某月某日 - 宮里地区にて、名護市営球場の開場。
- 1979年（昭和54年）
  - 某月某日 - 港地区にて、名護下水処理場の供用開始。
  - 某月某日 - プロ野球球団の日本ハムファイターズ（現・北海道日本ハムファイターズ）が、春季キャンプを名護市（名護市営球場）で初めて行う。
- 1970年代末 - 名護バスターミナルが、港1丁目から同市港2丁目へ移転。
- 1981年（昭和56年）
  - 6月某日 - 港地区にて、名護市新庁舎（現在施設）が竣工し、東江にある旧庁舎から機能が移転される。
  - 某月某日 - 名護市庁舎が、第33回日本建築学会賞作品賞を受賞する。
- 1982年（昭和57年）
  - 某月某日 - 大西地区にて、沖縄県立名護商業高等学校の開校。
  - 某月某日 - 字源河（源河地区）の一地域「オーシッタイ」に商用電気が通る／同地区をもって沖縄県の全ての定住地に商用電力が行き渡った。
- 1983年（昭和58年）9月5日 - 名護バスターミナルが、港2丁目から宮里地区（現在地）へ移転。
- 1984年（昭和59年）某月某日 - 東江地区にて、名護市旧庁舎を改装した、名護博物館のグランドオープン。
- 1986年（昭和61年）
  - 1月某日 - 国道58号名護バイパスが全線開通する／これにより、翌1987年、同国道のうち市街地付近のルートが大幅に変更される。
  - 6月13日 - 名護市とアメリカ合衆国ハワイ州ヒロ市が、姉妹都市盟約を締結。
- 1987年（昭和62年）10月8日 - 沖縄自動車道が那覇ICまで全線開通／同地までの所要時間が従来の半分以下の約1時間余で結ばれる。
- 1988年（昭和63年）
  - 某月某日 - 沖縄自動車道で那覇ICと那覇空港とを結ぶ高速バスが運行を開始。
  - 3月1日 - 宇茂佐地区にて、株式会社北部観光バスの設立／ただし、新規参入規制のために営業は10年後の1998年（平成10年）まで行えなかった。
- 1989年（昭和64年）11月 - 字名護地区の大規模な住居表示が始まる（〜2000年）。

### 平成時代
- 1990年（平成2年）7月1日 - 名護市と北海道の滝川市が、姉妹都市盟約を締結。
- 1991年（平成3年）
  - 2月19日 - 宇茂佐地区にて、北部地区医師会病院の開院。
  - 12月1日 - 新病院への移転に伴い、沖縄県立名護病院が「沖縄県立北部病院」へ改称。
- 1992年（平成4年）12月1日 - 名護地区にて、名護市立の動植物公園「ネオパークオキナワ」のグランドオープン。
- 1993年（平成5年）3月27日 - 屋我地大橋（3代目）の供用開始。
- 1994年（平成6年）4月1日 - 為又地区にて、名桜大学が開学する。
- 1997年（平成9年）
  - 6月某日 - 安部地区にて、カヌチャリゾートのグランドオープン。
  - 7月31日 - 名護市と大阪府の枚方市が、姉妹都市盟約を締結。
  - 9月2日 - ひんぷんガジュマルが、国の天然記念物に指定される。
  - 12月21日 - 名護市民投票で、米軍海上ヘリ基地条件付きを含む反対派が過半数を占める[7]。
  - 12月24日 - 比嘉鉄也市長が、米軍海上ヘリ基地の受け入れを表明し、辞任する[7]。
- 1998年（平成10年）
  - 4月15日 - 株式会社北部観光バスが営業を開始／営業許可は新規参入規制の緩和によって前年12月に取得。
  - 8月7日 - 名護市とブラジル連邦共和国ロンドリーナ市が、姉妹都市盟約を締結。
- 2000年（平成12年）7月21日〜23日 - 主要国首脳会議（九州・沖縄サミット）首脳会合が市内の万国津梁館（ザ・ブセナテラス敷地内）で開催される。
- 2001年（平成13年）12月27日 - 大浦湾と大浦川が、環境省の「日本の重要湿地500」に「大浦湾および大浦川」名義で選定される。
- 2004年（平成16年）4月10日 - 辺野古地区にて、沖縄工業高等専門学校の開校／沖縄県唯一の高等専門学校として。
- 2007年（平成19年）
  - 1月28日 - 名護市と岩手県の八幡平市が、姉妹都市盟約を締結。
  - 4月1日 - 北部工業高校と名護商業高校が統合されて沖縄県立名護商工高等学校が成立。
  - 6月某日 - 北部地区医師会病院が、救急ヘリコプターによる救急搬送を開始。
- 2009年（平成21年）
  - 4月25日 - 名護市と群馬県の館林市が、姉妹都市盟約を締結。
  - 7月某日 - 名護市の「名護の日制定推進ネットワーク会議」が、7月5日を「名護の日」に制定／「な（7）ご（5）」（名護）の語呂合わせによる。
- 2012年（平成24年）
  - 1月22日 - 城地区にて、エフエムやんばるの開局／名護市内初のコミュニティー放送として。
  - 3月30日 - 地域高規格道路名護東道路の開通（伊差川〜世富慶の区間）。

### 令和時代
- 2020年（令和2年）名護市市制50周年[8]。
- 2024年（令和6年）11月8日 - 同月10日にかけて集中豪雨。床上浸水5件、床下浸水11件[9]。

### 行政区域の変遷
- 1908年（明治41年） - 国頭郡が島嶼町村制を施行し、名護・羽地・久志の3間切が、名護村・羽地村・久志村になる。
- 1923年（大正12年）4月1日 - 久志村の北部地域が東村として分立する。
- 1924年（大正13年）2月1日 - 名護村が町制を施行し、名護町が発足する。
- 1946年（昭和21年）5月20日 - 名護町から北西部地域（屋部・安和・山入端・宇茂佐）が屋部村として分立する。羽地村から屋我地島地域（屋我・我部・饒平名・済井出）が屋我地村として分立する。
- 1970年（昭和45年）8月1日 - 名護町・羽地村・久志村・屋部村・屋我地村の5町村が合体（新設合併）し、沖縄県下9番目の市として名護市が発足する。

## 行政

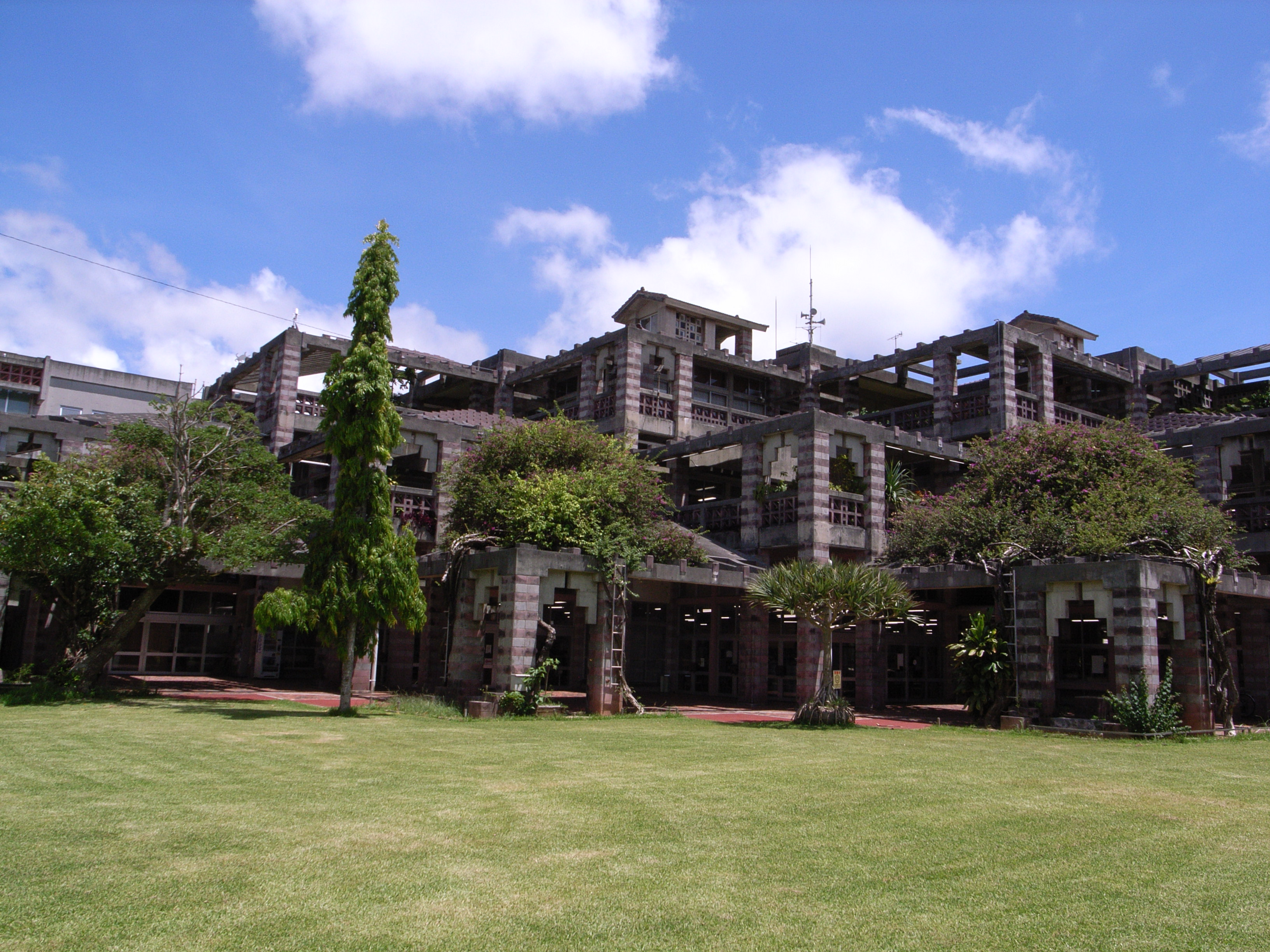
名護市庁舎

- 第6代市長 - 渡具知武豊（とぐち たけとよ）：2018年（平成30年）2月8日就任。１期目での任期満了日は2022年2月7日。就任期間：２期目。

| 代   | 氏名       | 就任日        | 退任日         | 備考                 |
| ---- | ---------- | ------------- | -------------- | -------------------- |
| 初代 | 渡具知裕徳 | 1970年8月1日  | 1970年9月5日   | 市制施行             |
| 初代 | 渡具知裕徳 | 1970年9月6日  | 1972年5月14日  | 市制施行後最初の選挙 |
| 初代 | 渡具知裕徳 | 1972年5月15日 | 1986年9月5日   | 本土復帰             |
| 2代  | 比嘉鉄也   | 1986年9月6日  | 1997年12月25日 | 辞任                 |
| 3代  | 岸本建男   | 1998年2月8日  | 2006年2月7日   |                      |
| 4代  | 島袋吉和   | 2006年2月8日  | 2010年2月7日   | [ 12 ]               |
| 5代  | 稲嶺進     | 2010年2月8日  | 2018年2月7日   |                      |
| 6代  | 渡具知武豊 | 2018年2月8日  |                |                      |

### 現行行政町名一覧
名護市では、一部の区域で住居表示に関する法律に基づく住居表示が実施されている。住居表示は、かつて市街地の大半を占めていた字名護を中心に実施された（詳細は、名護#名護市街地周辺の大規模な住居表示を参照）。
市役所本庁のほかに旧村ごとに支所（旧・村役所）が置かれており、旧町村ごとに地域を分けている。しかし、もともと戦前まで屋部村が名護町、屋我地村が羽地村のそれぞれ一部だったため、郵便局の集配地域などでは名護・屋部、羽地・屋我地をそれぞれ一つの地域として見る場合もある。逆に東海岸の久志地域では市街地との交通事情から南側にあたる国道329号側の久辺三区と北側にあたる国道331号側の二見以北十区に分けることもあり、地域振興等で格差が生じている（二見は国道329号・331号の両方通っているが、329号沿いにはほとんど居住者がいない）。
| 町名       | 町名の読み | 町区域新設年月日 | 住居表示実施年月日 | 住居表示実施前の町名等         | 備考 |
| ---------- | ---------- | ---------------- | ------------------ | ------------------------------ | ---- |
| 字喜瀬     | きせ       | 1908年4月1日     | 未実施             |                                |      |
| 字幸喜     | こうき     | 1908年4月1日     | 未実施             |                                |      |
| 字許田     | きょだ     | 1908年4月1日     | 未実施             |                                |      |
| 字数久田   | すくた     | 1908年4月1日     | 未実施             |                                |      |
| 字世冨慶   | よふけ     | 1908年4月1日     | 未実施             |                                |      |
| 字名護     | なご       | 1908年4月1日     | 未実施             |                                |      |
| 字宮里     | みやざと   | 1908年4月1日     | 未実施             |                                |      |
| 字為又     | びいまた   | 1951年           | 未実施             | 字宮里の一部                   |      |
| 東江一丁目 | あがりえ   | 1989年11月6日    | 1989年11月6日      | 字名護の一部                   |      |
| 東江二丁目 | あがりえ   | 1989年11月6日    | 1989年11月6日      | 字名護の一部                   |      |
| 東江三丁目 | あがりえ   | 1989年11月6日    | 1989年11月6日      | 字名護の一部                   |      |
| 東江四丁目 | あがりえ   | 1989年11月6日    | 1989年11月6日      | 字名護の一部                   |      |
| 東江五丁目 | あがりえ   | 1989年11月6日    | 1989年11月6日      | 字名護の一部                   |      |
| 城一丁目   | ぐすく     | 1991年3月11日    | 1991年3月11日      | 字名護の一部                   |      |
| 城二丁目   | ぐすく     | 1991年3月11日    | 1991年3月11日      | 字名護の一部                   |      |
| 城三丁目   | ぐすく     | 1991年3月11日    | 1991年3月11日      | 字名護の一部                   |      |
| 港一丁目   | みなと     | 1991年3月11日    | 1991年3月11日      | 字名護の一部                   |      |
| 港二丁目   | みなと     | 1991年3月11日    | 1991年3月11日      | 字名護の一部                   |      |
| 宮里一丁目 | みやざと   | 1993年4月26日    | 1993年4月26日      | 字宮里、字名護の各一部         |      |
| 宮里二丁目 | みやざと   | 1993年4月26日    | 1993年4月26日      | 字名護の一部                   |      |
| 宮里三丁目 | みやざと   | 1993年4月26日    | 1993年4月26日      | 字宮里、字名護の各一部         |      |
| 宮里四丁目 | みやざと   | 1993年4月26日    | 1993年4月26日      | 字宮里の一部                   |      |
| 宮里五丁目 | みやざと   | 1993年4月26日    | 1993年4月26日      | 字宮里の一部                   |      |
| 宮里六丁目 | みやざと   | 1993年4月26日    | 1993年4月26日      | 字宮里の一部                   |      |
| 宮里七丁目 | みやざと   | 2000年9月25日    | 2000年9月25日      | 字宮里、字名護の各一部         |      |
| 大南一丁目 | おおみなみ | 1996年6月17日    | 1996年6月17日      | 字名護の一部                   |      |
| 大南二丁目 | おおみなみ | 1996年6月17日    | 1996年6月17日      | 字名護、字宮里の各一部         |      |
| 大南三丁目 | おおみなみ | 1996年6月17日    | 1996年6月17日      | 字名護の一部                   |      |
| 大南四丁目 | おおみなみ | 1996年6月17日    | 1996年6月17日      | 字名護の一部                   |      |
| 大東一丁目 | おおひがし | 1996年11月11日   | 1996年11月11日     | 字名護の一部                   |      |
| 大東二丁目 | おおひがし | 1996年11月11日   | 1996年11月11日     | 字名護の一部                   |      |
| 大東三丁目 | おおひがし | 1996年11月11日   | 1996年11月11日     | 字名護の一部                   |      |
| 大東四丁目 | おおひがし | 1996年11月11日   | 1996年11月11日     | 字名護の一部                   |      |
| 大西一丁目 | おおにし   | 1998年7月21日    | 1998年7月21日      | 字名護の一部                   |      |
| 大西二丁目 | おおにし   | 1998年7月21日    | 1998年7月21日      | 字名護の一部                   |      |
| 大西三丁目 | おおにし   | 1998年7月21日    | 1998年7月21日      | 字名護の一部                   |      |
| 大西四丁目 | おおにし   | 1998年7月21日    | 1998年7月21日      | 字名護の一部                   |      |
| 大西五丁目 | おおにし   | 1998年7月21日    | 1998年7月21日      | 字名護の一部                   |      |
| 大中一丁目 | おおなか   | 1999年7月12日    | 1999年7月12日      | 字名護の一部                   |      |
| 大中二丁目 | おおなか   | 1999年7月12日    | 1999年7月12日      | 字名護の一部                   |      |
| 大中三丁目 | おおなか   | 1999年7月12日    | 1999年7月12日      | 字名護の一部                   |      |
| 大中四丁目 | おおなか   | 1999年7月12日    | 1999年7月12日      | 字名護の一部                   |      |
| 大中五丁目 | おおなか   | 1999年7月12日    | 1999年7月12日      | 字名護の一部                   |      |
| 大北一丁目 | おおきた   | 2000年11月13日   | 2000年11月13日     | 字名護の一部                   |      |
| 大北二丁目 | おおきた   | 2000年11月13日   | 2000年11月13日     | 字名護の一部                   |      |
| 大北三丁目 | おおきた   | 2000年11月13日   | 2000年11月13日     | 字名護の一部                   |      |
| 大北四丁目 | おおきた   | 2000年11月13日   | 2000年11月13日     | 字名護の一部                   |      |
| 大北五丁目 | おおきた   | 2000年11月13日   | 2000年11月13日     | 字名護、字為又、字宮里の各一部 |      |

| 町名             | 町名の読み   | 町区域新設年月日 | 住居表示実施年月日 | 住居表示実施前の町名等             | 備考           |
| ---------------- | ------------ | ---------------- | ------------------ | ---------------------------------- | -------------- |
| 字屋部           | やぶ         | 1908年4月1日     | 未実施             |                                    | 屋部支所所在地 |
| 字宇茂佐         | うむさ       | 1908年4月1日     | 未実施             |                                    |                |
| 字山入端         | やまのは     | 1908年4月1日     | 未実施             |                                    |                |
| 字安和           | あわ         | 1908年4月1日     | 未実施             |                                    |                |
| 字中山           | なかやま     | 1951年           | 未実施             | 字山入端、字屋部、字宇茂佐の各一部 |                |
| 字旭川           | あさひかわ   | 1951年           | 未実施             | 字屋部、字山入端の各一部           |                |
| 字勝山           | かつやま     | 1951年           | 未実施             | 字安和、字山入端の各一部           |                |
| 宇茂佐の森一丁目 | うむさのもり | 2011年7月9日     | 未実施             | 字宇茂佐、字宮里、字屋部の各一部？ |                |
| 宇茂佐の森二丁目 | うむさのもり | 2011年7月9日     | 未実施             | 字宇茂佐、字宮里、字屋部の各一部？ |                |
| 宇茂佐の森三丁目 | うむさのもり | 2011年7月9日     | 未実施             | 字宇茂佐、字宮里、字屋部の各一部？ |                |
| 宇茂佐の森四丁目 | うむさのもり | 2011年7月9日     | 未実施             | 字宇茂佐、字宮里、字屋部の各一部？ |                |
| 宇茂佐の森五丁目 | うむさのもり | 2011年7月9日     | 未実施             | 字宇茂佐、字宮里、字屋部の各一部？ |                |

1. 1 2 3 4 5  宇茂佐第二土地区画整理事業施行区域の一部（換地処分公告の翌日）

| 町名     | 町名の読み   | 町区域新設年月日 | 住居表示実施年月日 | 住居表示実施前の町名等 | 備考             |
| -------- | ------------ | ---------------- | ------------------ | ---------------------- | ---------------- |
| 字饒平名 | よへな       | 1908年4月1日     | 未実施             |                        | 屋我地支所所在地 |
| 字我部   | がぶ         | 1908年4月1日     | 未実施             |                        |                  |
| 字運天原 | うんてんばる | 1908年4月1日     | 未実施             |                        |                  |
| 字済井出 | すむいで     | 1908年4月1日     | 未実施             |                        |                  |
| 字屋我   | やが         | 1908年4月1日     | 未実施             |                        |                  |

| 町名       | 町名の読み | 町区域新設年月日 | 住居表示実施年月日 | 住居表示実施前の町名等 | 備考           |
| ---------- | ---------- | ---------------- | ------------------ | ---------------------- | -------------- |
| 字源河     | げんか     | 1908年4月1日     | 未実施             |                        |                |
| 字稲嶺     | いなみね   | 1908年4月1日     | 未実施             |                        |                |
| 字真喜屋   | まきや     | 1908年4月1日     | 未実施             |                        |                |
| 字仲尾次   | なかおし   | 1908年4月1日     | 未実施             |                        | 羽地支所所在地 |
| 字川上     | かわかみ   | 1908年4月1日     | 未実施             |                        |                |
| 字親川     | おやかわ   | 1908年4月1日     | 未実施             |                        |                |
| 字田井等   | たいら     | 1908年4月1日     | 未実施             |                        |                |
| 字振慶名   | ぶりけな   | 1908年4月1日     | 未実施             |                        |                |
| 字仲尾     | なかお     | 1908年4月1日     | 未実施             |                        |                |
| 字伊差川   | いさがわ   | 1908年4月1日     | 未実施             |                        |                |
| 字古我知   | こがち     | 1908年4月1日     | 未実施             |                        |                |
| 字我部祖河 | がぶそか   | 1908年4月1日     | 未実施             |                        |                |
| 字呉我     | ごが       | 1908年4月1日     | 未実施             |                        |                |

1. ↑  行政区上の山田を含む。
2. ↑  行政区上の内原を含む。

| 町名     | 町名の読み | 町区域新設年月日 | 住居表示実施年月日 | 住居表示実施前の町名等   | 備考           |
| -------- | ---------- | ---------------- | ------------------ | ------------------------ | -------------- |
| 字久志   | くし       | 1908年4月1日     | 未実施             |                          |                |
| 字辺野古 | へのこ     | 1908年4月1日     | 未実施             |                          |                |
| 字大浦   | おおうら   | 1908年4月1日     | 未実施             |                          |                |
| 字瀬嵩   | せだけ     | 1908年4月1日     | 未実施             |                          | 久志支所所在地 |
| 字汀間   | ていま     | 1908年4月1日     | 未実施             |                          |                |
| 字安部   | あぶ       | 1908年4月1日     | 未実施             |                          |                |
| 字嘉陽   | かよう     | 1908年4月1日     | 未実施             |                          |                |
| 字天仁屋 | てにや     | 1908年4月1日     | 未実施             |                          |                |
| 字豊原   | とよはら   | 1951年           | 未実施             | 字久志の一部             |                |
| 字二見   | ふたみ     | 1951年           | 未実施             | 字大浦の一部             |                |
| 字大川   | おおかわ   | 1951年           | 未実施             | 字大浦の一部             |                |
| 字三原   | みはら     | 1951年           | 未実施             | 字汀間・嘉陽・安部の一部 |                |

1. ↑  行政区上の底仁屋を含む。

## 議会

### 沖縄県議会
- 選挙区：名護市選挙区
- 定数：2人
- 任期：2016年6月25日 - 2020年6月24日

| 氏名     | 会派名       | 当選回数 |
| -------- | ------------ | -------- |
| 親川敬   | おきなわ     | 1        |
| 末松文信 | 沖縄・自民党 | 2        |

### 衆議院
- 選挙区：沖縄3区（名護市、沖縄市、うるま市、国頭郡、伊平屋村、伊是名村）
- 任期：2021年10月31日 - 2025年10月30日
- 投票日：2021年10月31日
- 当日有権者数：316,861人
- 投票率：54.00％

| 当落 | 候補者名   | 年齢 | 所属党派   | 新旧別 | 得票数   | 重複 |
| ---- | ---------- | ---- | ---------- | ------ | -------- | ---- |
| 当   | 島尻安伊子 | 56   | 自由民主党 | 新     | 87,710票 | ○    |
|      | 屋良朝博   | 59   | 立憲民主党 | 前     | 80,496票 | ○    |

## 経済

### 産業
- 市内には、オリオンビールの工場のほか、ヘリオス酒造の本社工場がある。また、この他にも多数の酒造所がある。
- 地域活性化を目的として、語呂合わせで「ナゴ」と読める7月5日を「名護の日」とする活動が行われている[13]。

### 郵便
集配局
- 名護郵便局

名護地域と屋部地域の集配を担当（かつて屋部地域は屋部郵便局が集配していた）。郵便番号は「905-00xx」（大口事業者は905-85xx、905-86xx、905-87xx。なお屋部地域は5桁時代は905-01だったが1998年に現在の7桁化後に名護地域と同じ905-00xxとなった）。
- 羽地郵便局

羽地地域と屋我地島の集配を担当（かつて屋我地島は屋我地郵便局が集配していた）。郵便番号は「905-11xx」（羽地）、「905-163x」（屋我地島）。
- 久辺郵便局

久志地域の集配を担当（かつて久辺三区は久辺郵便局、二見以北は瀬嵩にある久志郵便局が集配していたが、民営化前に久辺郵便局に統合した）。郵便番号は「905-217x」（久辺三区、大口事業者は905-219x）、「905-226x」（二見以北）。
無集配局・簡易局
- 屋部郵便局
- 名護宇茂佐郵便局

- 名護大中郵便局
- 名護大北郵便局

- 屋我地郵便局
- 久志郵便局

- 済井出簡易郵便局

## 姉妹都市・友好都市

### 日本国内
姉妹都市
- 北海道滝川市 - 1990年（平成2年）7月1日締結。
- 大阪府枚方市 - 1997年（平成9年）7月31日締結。
- 岩手県八幡平市 - 2007年（平成19年）1月28日締結。
- 群馬県館林市 - 2009年（平成21年）4月25日締結。

提携都市
- 愛媛県今治市 - 2017年（平成29年）5月19日「自転車を通じたまちづくり協定」締結[14]
- 愛知県あま市 - 2021年（令和3年）2月9日 災害時相互応援協定

### 海外
姉妹都市
- アメリカ合衆国ハワイ州ヒロ市 - 1986年（昭和61年）6月13日締結。
- ブラジル連邦共和国ロンドリーナ市 - 1998年（平成10年）8月7日締結。

## 交通

### 路線バス
琉球バス交通と沖縄バスの運行する路線バスは市中心部近くにある名護バスターミナルを沖縄本島北部の運行拠点としている。名護市以南の地域（中部地域および那覇市）と名護市を結ぶ各路線と、名護市以北の地域と名護市を結ぶ北部支線に分かれる。また、高校の登下校時間に合わせて名護市内の高校を経由するルートも一部の路線を除き設定している。なお、北部支線の全路線と国道58号を経由する名護西系統（20番・120番）は琉球バス交通と沖縄バスの共同運行、高速バスは2社に加え那覇バスと東陽バスの4社による共同運行となっている。
かつては辺野古に沖縄バスの「久志バスターミナル」があり、名護市街地や那覇および東海岸の久志地域や東村とを結ぶ路線が同ターミナルを拠点として運行されていたが1995年に廃止され、運行拠点が名護バスターミナルに集約された。
上記4社が運行する路線のほかに、やんばる急行バス、沖縄エアポートシャトル有限責任事業組合を運行主体とする沖縄エアポートシャトル、カリー観光が運行する美ら海ライナーがある。2010年代以降、那覇空港・那覇市街地と本部町中心部・海洋博公園（沖縄美ら海水族館）地区を結ぶ沖縄自動車道経由の路線が相次いで開設されている。これらの路線はいずれも名護市内にも停車し、名護市と本部町内の間の利用も可能。
下表の運行会社の「琉球」は琉球バス交通の路線、「沖縄」は沖縄バスの路線、「那覇」は那覇バスの路線、「東陽」は東陽バスの路線、複数表記は共同運行路線。
※BT=バスターミナル
| 那覇市内・中部地区発着路線（名護BT終点）                                  | 那覇市内・中部地区発着路線（名護BT終点） | 那覇市内・中部地区発着路線（名護BT終点） | 那覇市内・中部地区発着路線（名護BT終点） | 那覇市内・中部地区発着路線（名護BT終点）                                                                   | 那覇市内・中部地区発着路線（名護BT終点） |
| 番号                                                                      | 路線名                                   | 運行会社                                 | 起点                                     | 市町村 | 名護市内の主な経由地                     |
| ------------------------------------------------------------------------- | ---------------------------------------- | ---------------------------------------- | ---------------------------------------- | --- | ---------------------------------------- |
| 20                                                                        | 名護西線                                 | 琉球 沖縄                                | 那覇BT                                   | 那覇市 - 浦添市 - 宜野湾市 - 北谷町 - 嘉手納町 - 読谷村 - 恩納村 - 名護市                                  | 喜瀬、許田、世冨慶（国道58号経由）       |
| 120                                                                       | 名護西空港線                             | 琉球 沖縄                                | 那覇空港                                 | 那覇市 - 浦添市 - 宜野湾市 - 北谷町 - 嘉手納町 - 読谷村 - 恩納村 - 名護市                                  | 喜瀬、許田、世冨慶（国道58号経由）       |
| 22                                                                        | 名護 - うるま線                          | 沖縄                                     | 中部病院                                 | うるま市 - 金武町 - 宜野座村 - 名護市                                                                      | 世冨慶、辺野古（国道329号経由）          |
| 77                                                                        | 名護東（辺野古）線                       | 沖縄                                     | 那覇BT                                   | 那覇市 - 浦添市 - 宜野湾市 - 北中城村 - 沖縄市 - うるま市 - 金武町 - 宜野座村 - 名護市                     | 世冨慶、辺野古（国道329号経由）          |
| 111                                                                       | 高速バス                                 | 琉球 沖縄 那覇 東陽                      | 那覇空港                                 | 那覇市 - 南風原町 - 西原町 - 宜野湾市 - 中城村 - 北中城村 - 沖縄市 - うるま市 - 金武町 - 宜野座村 - 名護市 | 世冨慶、名護市役所前（沖縄自動車道経由） |
| 那覇空港・那覇市街地 - （沖縄自動車道） - 名護市 - 本部町（那覇空港起点） |                                          |                                          |                                          | |                                          |
| 番号                                                                      | 路線名                                   | 運行会社                                 | 終点                                     | 市町村 | 名護市内の主な経由地                     |
| 888                                                                       | やんばる急行バス 空港線                  | やんばる急行バス 空港線                  | 運天港                                   | 那覇市 - 浦添市 - 宜野湾市 - 中城村 - 北中城村 - 沖縄市 - 名護市 - 本部町 - 今帰仁村                       | 世冨慶、名護市役所前                     |
| 117                                                                       | 高速バス （美ら海直行）                  | 琉球 沖縄 那覇                           | ホテルオリオンモトブ                     | 那覇市 - 南風原町 - 西原町 - 宜野湾市 - 中城村 - 北中城村 - 沖縄市 - うるま市 - 名護市 - 本部町            | 世冨慶、名護市役所前、名護BT             |
| 沖縄エアポートシャトル                                                    | 沖縄エアポートシャトル                   | 沖縄エアポートシャトル                   | 備瀬フクギ並木入口                       | 那覇市 - 恩納村 - 名護市 - 本部町                                                                          | かりゆしビーチ前、名護市役所前           |
| 美ら海ライナー（カリー観光）                                              | 美ら海ライナー（カリー観光）             | 美ら海ライナー（カリー観光）             | カリーコンド美ら海                       | 那覇市 - 北谷町 - 名護市 - 本部町                                                                          | 名護市役所前                             |
| 北部支線（名護BT起点）                                                    |                                          |                                          |                                          | |                                          |
| 番号                                                                      | 路線名                                   | 運行会社                                 | 終点                                     | 市町村 | 名護市内の主な経由地                     |
| 65                                                                        | 本部半島（渡久地）線                     | 琉球 沖縄                                | 名護BT                                   | 名護市 → 本部町 → 今帰仁村 → 名護市                                                                        | 屋部、呉我、伊差川（本部循環線経由）     |
| 66                                                                        | 本部半島（今帰仁）線                     | 琉球 沖縄                                | 名護BT                                   | 名護市 → 今帰仁村 → 本部町 → 名護市                                                                        | 伊差川、呉我、屋部（本部循環線経由）     |
| 67                                                                        | 辺土名線                                 | 琉球 沖縄                                | 辺土名BT                                 | 名護市 - 大宜味村 - 国頭村                                                                                 | 伊差川、真喜屋、源河（国道58号経由）     |
| 70                                                                        | 備瀬線                                   | 琉球 沖縄                                | 浦崎                                     | 名護市 - 本部町                                                                                            | 為又、名桜大学入口                       |
| 72                                                                        | 屋我地線                                 | 琉球 沖縄                                | 運天原                                   | 名護市 | 伊差川、真喜屋、屋我地島                 |
| 76                                                                        | 瀬底線                                   | 琉球 沖縄                                | 瀬底                                     | 名護市 - 本部町                                                                                            | 為又、名桜大学入口                       |
| 78                                                                        | 名護東部線                               | 琉球 沖縄                                | 有津                                     | 名護市 | 二見、瀬嵩、嘉陽                         |
| その他路線バス                                                            |                                          |                                          |                                          | |                                          |
| 番号                                                                      | 路線名                                   | 運行会社                                 | 起点→終点                                | 市町村 | 名護市内の主な経由地                     |
| 四島線                                                                    | 四島線                                   | やんばる 急行バス                        | 瀬底島→古宇利島                          | 本部町 → 今帰仁村 → 名護市 → 今帰仁村                                                                      | 屋我地島                                 |

上記の路線バスのほかに通常の路線バスと異なる形態のバスとして、以下のようなバスが運行されている。
- 那覇空港リムジンバス（Dエリア、Eエリア、DEエリア） - 沖縄バス運行。那覇空港・那覇バスターミナルと名護市内のリゾートホテルを結ぶ。事前に乗車券の購入が必要。
- カヌチャシャトルバス - 琉球バス交通運行。那覇空港・那覇バスターミナルとわんさか大浦パーク・カヌチャリゾートを結ぶ。事前に乗車券の購入が必要。
- 東村コミュニティバス - 名護市源河と東村内の間を運行する。運賃無料。
- 名護市街地周辺コミュニティバス（なご丸） ※2023年9月17日〜2024年3月31日運行[15]
  - 名護バスターミナル・イオン・県立北部病院前・名護市観光情報センター等、名護市街地周辺を循環。運賃200円。

2006年、那覇 - 名護間に鉄道を建設する構想が明らかになった。国が一部負担することになっているが、事業主体は未定。現在は第三セクターによる運営が有力。

### 船舶
- 本部・渡久地港～名護漁港～那覇港泊ふ頭（第一マリンサービス）

### 道路

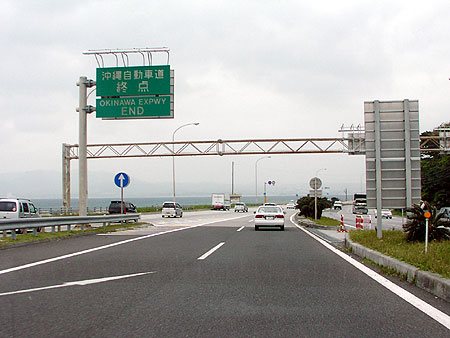
許田IC

市内には沖縄自動車道の起点となる許田ICがある。
高速道路
- 沖縄自動車道 許田インターチェンジ - 沖縄県および沖縄本島では最北端のインターチェンジである。

一般国道
- 国道58号 - cf. 国道58号道路時刻表
  - 名護東道路
  - 名護バイパス
  - 伊差川バイパス
- 国道329号
  - 名護横断道路
- 国道331号
  - 二見バイパス
- 国道449号
  - 名護バイパス
  - 本部南道路
- 国道505号

主要地方道
- 沖縄県道71号名護宜野座線 - もとは本部循環線で、大半の区間はこの路線名であった。
- 沖縄県道72号名護運天港線
- 沖縄県道84号名護本部線
- 沖縄県道（91号）本部循環線 - 現在の国道449号の全線と505号の大半も通称"本部循環線"。

一般県道
- 沖縄県道13号線
- 沖縄県道14号線
- 沖縄県道18号線
- 沖縄県道110号線
  - 屋我地大橋 - 奥武島と屋我地島と結ぶ。
- 沖縄県道118号線
- 沖縄県道125号線
- 沖縄県道244号渡久地山入端線
- 沖縄県道247号古宇利屋我地線 - 屋我地島と今帰仁村の古宇利島を結んでいる。
  - 古宇利大橋
- 沖縄県道248号屋我地仲宗根線
  - ワルミ大橋

## 教育
大学
- 公立大学法人名桜大学

高等専門学校
- 国立沖縄工業高等専門学校

専修学校
- 北部地区医師会北部看護学校

高等学校
- 沖縄県立名護高等学校

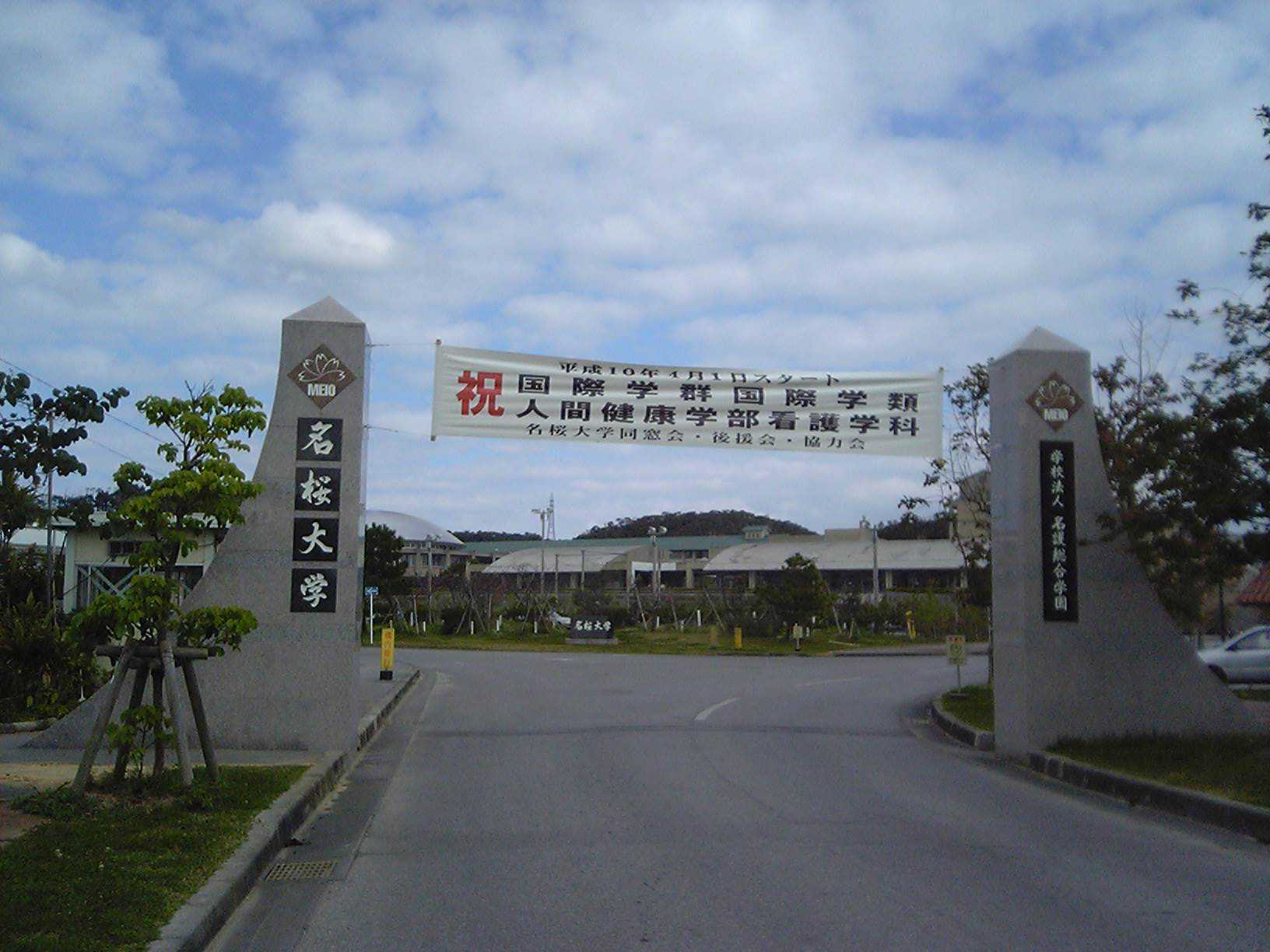
名桜大学

- 沖縄県立名護商工高等学校 - 2007年（平成19年）に北部工業高校と名護商業高校の2校を統合。
- 沖縄県立北部農林高等学校
- エナジックスポーツ高等学院

中学校
- 名護市立東江中学校
- 名護市立大宮中学校
- 名護市立久辺中学校
- 名護市立名護中学校
- 名護市立羽地中学校
- 名護市立屋我地中学校
- 名護市立屋部中学校
- 沖縄三育中学校

小中学校（小中一貫校）
- 名護市立久志小中学校 - 2012年（平成24年）に久志中学校と久志小学校を統合。愛称は「緑風学園」。

小学校
- 名護市立東江小学校
- 名護市立安和小学校
- 名護市立稲田小学校
- 名護市立大北小学校
- 名護市立大宮小学校
- 名護市立久辺小学校
- 名護市立瀬喜田小学校
- 名護市立名護小学校
- 名護市立羽地小学校
- 名護市立真喜屋小学校
- 名護市立屋我地小学校
- 名護市立屋部小学校
  - 中山分校

特別支援学校
- 沖縄県立名護養護学校
- 沖縄県立桜野養護学校

学校教育以外の施設
- 沖縄県立農業大学校 - 農業者研修教育施設。2024年4月に宜野座村に移転[16]。

## 医療・福祉

### 医療
- 沖縄県立北部病院 - 大中に所在。
- 社団法人北部地区医師会 北部地区医師会病院 - 宇茂佐に所在。      MESHサポート（NPO法人）による救急ヘリの医師等が所属している。
- 医療法人琉心会 勝山病院 - 屋部に所在。ランデブーポイント[17] 23箇所
※民間救急ヘリコプターMESHのヘリポートとして使用。

### 福祉
- 国立療養所沖縄愛楽園 - 済井出（）に所在。

## 観光
- ネオパークオキナワ - 名護に所在。名護市立の動植物公園で、ヤンバルクイナを始めとする希少動物を展示している。1992年（平成4年）12月1日、グランドオープン。
- カヌチャリゾート - 安部に所在。80万坪の敷地に、ホテル、ゴルフコース、プール、ビーチを備えたリゾート施設[18]。1997年（平成9年）6月、グランドオープン。
- OKINAWAフルーツらんど
- 部瀬名岬
- ブセナ海中公園
- 羽地内海

## スポーツチーム
- エナジック硬式野球部 - 社会人野球の企業チーム。
- ザ・テラスホテルズ ラ・ティーダ - 女子社会人ハンドボールの企業チーム。

## 名護市関係の著名人

### 出身著名人
- 安里カツ子 - 元実業家。元政治家。元沖縄県副知事。
- 麻生幸佑 - 男優。
- 徳田球一 - 1894年（明治27年）9月12日、沖縄県国頭郡名護村（現・名護市名護）生まれ。政治運動家、革命家。弁護士。政治家。
- 宮城与徳 - 1903年（明治36年）2月10日、国頭郡名護町東江（現・名護市東江）生まれ。画家（洋画家）。政治運動家（左翼運動家）、社会運動家。
- 岸本建男 - 1943年（昭和18年）、国頭郡名護町宇茂佐（現・名護市宇茂佐）生まれ。官僚。政治家（第3代名護市長〈1998-2006〉等）。
- 稲嶺進 - 1945年（昭和20年）7月17日、国頭郡久志村三原（現・名護市三原）生まれ。官僚。政治家（第5代名護市長〈2010-2018〉等）。
- 島袋吉和 - 1946年（昭和21年）7月20日生まれ。政治家（第4代名護市長〈2006-2010〉等）[12]。
- 川上好久 - 1954年（昭和29年）2月生まれ。沖縄県副知事、沖縄振興開発金融公庫理事長。
- 渡具知武豊 - 1961年（昭和36年）8月12日、国頭郡名護町許田（現・名護市許田）生まれ。政治家（第6代名護市長〈2018-現職〉等）。
- 大城ゆか - 1967年（昭和42年）生まれ。漫画家。
- いさお名ゴ支部 - 1974年（昭和49年）生まれ。大南出身。FECオフィス所属、お笑い芸人。名護市制50周年PR大使
- 上原典子 - 1975年（昭和50年）8月11日生まれ。元アナウンサー。
- パッション屋良 - 1976年（昭和51年）7月23日生まれ。お笑い芸人。
- 諸見里しのぶ - 1986年（昭和61年）7月16日生まれ。出生地および岡山県浅口市育ち。プロゴルファー。【転出】※高校（おかやま山陽高等学校）進学を機に浅口市へ転居。
- 黒木メイサ - 1988年（昭和63年）5月28日、名護市辺野古生まれ。女優。ファッションモデル。歌手。タレント。
- 岸本隆一 - 1990年（平成2年）5月17日生まれ。プロバスケットボール選手（Bリーグ所属）。
- 福地元春 - 1990年（平成2年）6月21日生まれ。プロ野球選手。
- 仲本新 - 1990年（平成2年）7月6日生まれ。お笑い芸人。
- 辻恵子 - 1993年（平成5年）10月9日生まれ。2014年ミス・ユニバース・ジャパン。
- 屋比久翔平 - 1995年（平成7年）1月4日生まれ。レスリング選手。
- 宮乃風陽 - 1999年（平成11年）1月30日生まれ。大相撲力士。

### 地域にゆかりのある異邦人等
- 程順則 - 1663年11月27日生まれ。第二尚氏王統の琉球王国の士族。教育者。名護親方。「名護聖人」ともいわれる。名護市公認のマスコット「名護親方」のモデルとなった人物。